# اللكيمة (الشعر)

تعديل مصدري - تعديل

اللكيمة هي إحدى قرى عزلة القابل الأسفل بمديرية الشعر التابعة لمحافظة إب، بلغ تعداد سكانها 204 نسمة حسب تعداد اليمن لعام 2004.